# Marion Kreiner
Pour les articles homonymes, voir Kreiner.
Marion Kreiner, née le 4 mai 1981 à Graz, est une snowboardeuse autrichienne spécialisée dans le slalom géant et le slalom (tous deux parallèles). Elle a notamment obtenu deux médailles en championnats du monde, la première lors de l'édition 2007 avec une médaille d'argent en slalom parallèle puis le titre en 2009 en slalom géant parallèle devant sa compatriote Doris Günther. Elle apporte une médaille de bronze à son pays lors des JO 2010 à Vancouver à l'occasion du slalom géant parallèle. En Coupe du monde, elle est montée sur son premier podium en 2004 à Bardonnèche et a remporté depuis quatre manches.

## Palmarès

### Jeux olympiques
- Jeux olympiques de 2010 à Vancouver (Canada) :
  -  Médaille de bronze en slalom géant parallèle.

### Championnats du monde
- Championnats du monde 2007 à Arosa (Suisse) :
  -  Médaille d'argent en slalom parallèle.
- Championnats du monde 2009 à Gangwon (Corée du Sud) :
  -  Médaille d'or en slalom géant parallèle.
- Championnats du monde 2015 à Kreischberg (Autriche) :
  -  Médaille de bronze en slalom parallèle

### Coupe du monde
- 2 petits globe de cristal :
  - Vainqueur du classement slalom géant parallèle en 2013 et 2015.
- 25 podiums dont 5 victoires.

#### Victoires
- 2007-2008
  - Slalom géant parallèle de Sölden
- 2010-2011
  - Slalom parallèle de Yongpyong
- 2012-2013
  - Slalom géant parallèle de Sotchi

2014-2015
- - Slalom géant parallèle de Carezza